# Füzesabony (distrikt)
Füzesabony är ett distrikt i Ungern. Det ligger i provinsen Heves, i den centrala delen av landet, 110 km öster om huvudstaden Budapest.